# Young Flowers
Young Flowers var en psykedelisk, progressiv rockgruppe dannet i København i sommeren 1967. Gruppen bestod af Peer Frost (guitar), Peter Ingemann (elbas og vokal) og Ken Gudman (trommer). Young Flowers havde et kernepublikum i det københavnske hippiemiljø, og som den første danske gruppe turnerede Young Flowers i 1969 i Nordamerika.
Gruppen debuterede i december 1967 med singlen Like Birds/City of Friends, dengang med Jens Dahl på guitar. Peer Frost, som erstattede Dahl, tilførte gruppen et musikalsk løft, og indtil gruppens opløsning i foråret 1970 var Young Flowers del af en ambitiøs periode i dansk rock.
I 2012 gendannede Ingemann og Frost gruppen under navnet Young Flowers Reunion med Søren Berlev som trommeslager.

## Karriere
Gruppen blev dannet i sommeren 1967 af Peter Ingemann, Jens Henrik Dahl og Ken Gudman. Ingemann havde tidligere været i jazzmiljøet på Montmartre og spillede før gruppen blev dannet i Seven Sounds med Peter Belli, og senere UFO, der blev dannet efter Seven Sounds blev opløst. Dahl og Gudman spillede i The Defenders, men forlod gruppen og dannede sammen med Ingemann trioen.
Bandet øvede hen over sommeren frem til deres debutkoncert d. 10. September i Falkoner Centret, sammen med det engelske band Traffic. Debutkoncerten gav interesse for bandet og de modtog PH-prisen og udgav efterfølgende deres første single Like Birds/City of Friends på pladeselskabet Sonet.
Jens Henrik Dahl forlod i vinteren 1967 branchen og blev erstattet af Peer Frost, der tidligere havde været guitarist i Les Rivals, kort i Sir Henry & His Butlers og sidst i norske The Beatnicks, og optrådte med dem første gang 2. juledag.
Gruppen opnåede med denne besætning stor popularitet bl.a. via Thomas Windings TV-serie, Blomsterpistolen, hvor bandet havde hovedrollerne og bidrog med musik. Musikken til denne tv-serie blev udgivet i Juli 1968 på Sonet som gruppens første album Blomsterpistolen. Pladen indeholdt Dansksprogede psykedeliske numre, et Dylan-cover og musik til tekster Walt Whitman.
Young Flowers turnerede som første danske rockgruppe i Canada og USA i foråret 1969. Først i Canada, hvor de havde fået kontakt til en ungdomsorganisation i byen Prince Rupert gennem canadieren Tom Fisherman, som sørgede for at de blev spillet i lokalradioen inden. I USA blev det ikke til koncerter for et rigtigt publikum, men kun to promo-koncerter for inviterede fra pladebranchen pga. problemer med arbejdstilladelse.
Gruppens anden LP, No. 2, udkom i maj 1969, denne gang kun med tekster på Engelsk af blandt andre Walt Whitman.
Gruppen skrev i 1968 musik til Hans-Erik Philips kortfilm Cæcilie og i 1969 medvirkede de i og leverede musik til Jens Jørgen Thorsens film Stille dage i Clichy.
Gruppen spillede sin sidste koncert 24. april 1970, efter en periode, hvor de i stigende grad samarbejdede med andre musikere i et forsøg på fornyelse. Herefter fortsatte Gudman i Culpeper's Orchard, mens Peer Frost dannede Rainbow Band og Peter Ingemann dannede en duo med skuespilleren Niels Skousen.
Young Flowers blev efter mere end 40 års pause gendannet i 2012 med Søren Berlev på trommer i stedet for afdøde Ken Gudman. I 2013 tog de på en mindre turnè  I 2015 var de på den længste turné siden 1970. Turneen fik bl.a. følgende karakteristik:
"Vi danser hjem på boogien "25 Øre", hvor der naturligvis jammes og leges. Der er blevet leveret musik med masser af intensitet, men også så autentisk, at den sidste stjerne er umulig at komme udenom. Tænk at kunne sætte nye standarder her mere end 40 år efter."
Med "den sidste stjerne" hentyder anmelderen til, at koncerten fik de maksimale 6 stjerner på Gaffa.

## Stil
Gruppen var meget inspireret af syrerock og amerikanske og britiske bluesinspirerede rocktrioer som f.eks. The Jimi Hendrix Experience og Cream, der gav koncert i København i marts 1967. Gruppen eksperimenterede med brug af effekter i deres lyd f.eks. guitareffekter og ekstrem panorering af lydbilledet, og desuden stort fokus på lange improviserende perioder.
Et kendetegn ved Peer Frosts spillestil på Blomsterpistolen er hans brug af wah-wah - en guitarpedal, hvor en fodbevægelse altererer og filtrerer guitarsignalets frekvenser. Dette kan resultere i den karakteristiske ‘wacka-wacka’-lyd, som særligt Jimi Hendrix og Eric Clapton (guitarist i Cream) har populariseret i slutningen af 1960’erne.
Gruppen anvendte flittigt gæstemusikere på såvel plade som på scenen, bl.a. Bent Hesselmann (sax/fløjte) Lasse Lunderskov (guitar) Lars Bisgaard (vokal) disse tre kom fra Maxwells desuden Peter Thorup (guitar og vokal) Niels Skousen (vokal).

## Diskografi

### Single
- Like Birds/City of Friends, Sonet (T 7252), 1967

### LP
- Blomsterpistolen, Sonet (SLP 1258), 1968
- No. 2, Sonet (SLP 1511), 1969

### Diverse
- Quiet Days in Clichy, Vangard (VSD 79303), 1969 - film soundtrack, Young Flowers' bidrag: Behind The Golden Sun, Menilmontant og Party Beat[2]

- Young Flowers 1968-1969, Universal Music (UM 5338192), 1996 - opsamlingsalbum
- Young Flowers Live, Karma Music (KMCD 1969), 2002 - liveoptagelse, Århus Stadionhal 25. september 1969
- DR Sessions, Karma Music (KMCD 21103), 2004 - optagelser fra DRs arkiver, gæstemusikere: Peter Thorup og Bent Hesselmann
- Blomsterpistolen / No. 2 genudgivet i Dansk Rock Historie 1965-1978, Vol 1 (gul) CD 4, Sonet (UNI 275 246 5), 2010 - genudgivelse